# Élvia R. Souza
Élvia R. Souza (1962) es una botánica, y profesora brasileña, especializada en la familia Fabaceae
Es investigadora principal del CNPQ, y en el Herbario del Departamento de Ciencias Biológicas, Universidad Estadual de Feira de Santana, Bahía. Ha trabajado activamente en la lista oficial de la flora amenazada de Brasil.

## Algunas publicaciones
- teonildes s. Nunes, jorge a.s. Costa, larissa n. Sátiro, élvia r. Souza, marlon c. Machado, ana m. Giulietti, eduardo l. Borba. 2006. Evidência de hibridação e introgressão em Hybanthus arenarius Ule e H. calceolaria (L.) Oken (Violaceae) a partir de marcadores aloenzimáticos e análise multivariada morfométrica. Sitientibus Série Ciências Biologicas 6 (2): 110-118 en línea, zip Archivado el 4 de marzo de 2016 en Wayback Machine.
- élvia r. Souza. 2003. A new species of Hybanthus (Violaceae) from North-eastern Brazil. Bot. J. Linn. Soc. 141: 503-506
- --------------------. 2002. Levantamento das espécies de Hybanthus Jacq. (Violaceae) do Brasil. Univ. de São Paulo, MSc. diss.
- --------------------. 2001. Aspectos taxonômicos e biogeográficos do gênero Calliandra Benth. (Leguminosae - Mimosoideae) na Chapada Diamantina, Bahia, Brasil. Dissertação de mestrado. Universidade Estadual de Feira de Santana, Feira de Santana.
- --------------------. 1999. O gênero Calliandra Benth. (Leguminosae - Mimosoideae) na região de Catolés, Bahia, Brasil. Monografia de especialização. Universidade Estadual de Feira de Santana, Feira de Santana